# Tephrina bilineata
Tephrina bilineata là một loài bướm đêm trong họ Geometridae.